# La casa Russia (film)
La casa Russia (The Russia House) è un film del 1990 di Fred Schepisi. È tratto dall'omonimo romanzo del 1989 di John le Carré.

## Trama
Nei primi anni della glasnost', durante una fiera a Mosca, il rappresentante inglese Nicki Landau riceve dall'affascinante Katya Orlova tre quaderni e una lettera, da consegnare segretamente all'editore inglese Barley Blair affinché possano essere pubblicati. Poiché Landau, una volta tornato a Londra, non riesce a rintracciare l'editore, consegna tutto ai servizi segreti britannici, dai quali sono analizzati: si tratta di dati scientifici che testimoniano l'incapacità dell'Unione Sovietica nel condurre un'eventuale guerra nucleare e, di conseguenza, l'inutilità della corsa agli armamenti da parte del blocco occidentale.
Discendente da una famiglia di editori, Barley, sfuggito alle responsabilità della sua attività per dedicarsi al jazz, all'alcol e a lunghi soggiorni in terra straniera, viene ritrovato a Lisbona e interrogato da agenti inglesi della cosiddetta "Casa Russia", il cui capo è Ned, e statunitensi, con a capo Russell. L'editore dichiara di non conoscere affatto Katya, affermando però di aver incontrato mesi prima a Peredelkino, un piccolo villaggio di scrittori, un intellettuale russo che tutti chiamavano "Dante", col quale aveva parlato della pace mondiale e del tradimento verso il proprio Paese che potrebbe essere necessario per ottenerla; in ultimo, Dante aveva fatto promettere a Blair che avrebbe collaborato lealmente con lui, se egli avesse trovato il coraggio di agire.
Convintisi della sua sincerità, gli agenti segreti costringono il riluttante editore a diventare una spia e lo mandano nella capitale russa, dove incontra nuovamente Katya, di cui s'innamora profondamente. La donna, una madre divorziata, gli rivela che Dante è in realtà Yakob Saveljev, un geniale fisico da lei amato in gioventù; questi lavora a Leningrado dove aspetta l'editore, al quale infatti consegna il quarto e più importante quaderno, rifiutandosi però di incontrare le autorità occidentali e chiedendogli ancora di dare alle stampe il suo manoscritto.
Dopo un burrascoso colloquio con un colonnello statunitense, e dopo essersi sottoposto alla prova della macchina della verità, Barley viene rimandato a Mosca dove ha un incontro d'amore con Katya, insieme alla quale apprende poi che Yakob è stato scoperto e sarà ucciso. Blair, deciso a salvare Katya e la sua famiglia, tradisce il proprio Paese, riferendo ai servizi segreti sovietici ciò che sa, in cambio della promessa che la donna e i suoi potranno lasciare la Russia. Nelle agenzie spionistiche occidentali scoppia di conseguenza un cataclisma, ma Ned comprende le motivazioni di Barley il quale in seguito torna a Lisbona, dove poco tempo dopo lo raggiunge Katya con la famiglia.